# Liste der Nummer-eins-Hits in Kanada (1958)
Diese Liste zeigt die Hitliste der 1958 erfolgreichsten Interpreten in Kanada. Grundlage war das Canadian CHUM, ein Musikmagazin.
| Singles |
| --- |
| - Jerry Lee Lewis – Great Balls Of Fire - 2 Wochen (23. Dezember 1957 – 5. Januar 1958) - Danny & the Juniors – At The Hop - 1 Woche (6. Januar – 12. Januar) - Billy Vaughn – Sail Along Silvery Moon - 3 Wochen (13. Januar – 2. Februar) - Elvis Presley – I Beg Of You - 1 Woche (3. Februar – 9. Februar) - The Silhouettes – Get A Job - 1 Woche (10. Februar – 16. Februar) - Elvis Presley – I Beg Of You / Don't - 1 Woche (17. Februar – 23. Februar) - The Chantels – Maybe - 2 Wochen (24. Februar – 9. März) - Chuck Berry – Sweet Little Sixteen - 2 Wochen (10. März – 23. März) - The Champs – Tequila - 2 Wochen (24. März – 30. März) - The Chordettes – Lollipop - 1 Woche (31. März – 6. April) - Connie Francis – Who's Sorry Now - 2 Wochen (7. April – 20. April) - Elvis Presley – Wear My Ring Around Your Neck - 1 Woche (21. April – 27. April) - David Seville – Witch Doctor - 1 Woche (28. April – 4. Mai) - The Everly Brothers – All I Have To Do Is Dream - 5 Wochen (5. Mai – 8. Juni) - Bobby Freeman – Do You Want To Dance - 1 Woche (9. Juni – 15. Juni) - Sheb Wooley – The Purple People Eater - 3 Wochen (16. Juni – 6. Juli) - Elvis Presley – Hard Headed Woman - 3 Wochen (7. Juli – 27. Juli) - Ricky Nelson – Poor Little Fool - 3 Wochen (28. Juli – 17. August) - Jack Scott – My True Love - 1 Woche (18. August – 24. August) - The Everly Brothers – Bird Dog / Devoted To You - 3 Wochen (25. August – 14. September) - Robin Luke – Susie Darlin - 2 Wochen (15. September – 28. September) - Tommy Edwards – It’s All in the Game - 3 Wochen (29. September – 19. Oktober) - Conway Twitty – It's Only Make Believe - 2 Wochen (20. Oktober – 2. November) - The Kingston Trio – Tom Dooley - 2 Wochen (3. November – 16. November) - Elvis Presley – I Got Stung / One Night - 2 Wochen (17. November – 30. November) - The Teddy Bears – To Know Him Is To Love Him - 2 Wochen (1. Dezember – 14. Dezember) - The Chipmunks – The Chipmunk Song - 3 Wochen (15. Dezember 1958 – 4. Januar 1959) |